# 夏叔文

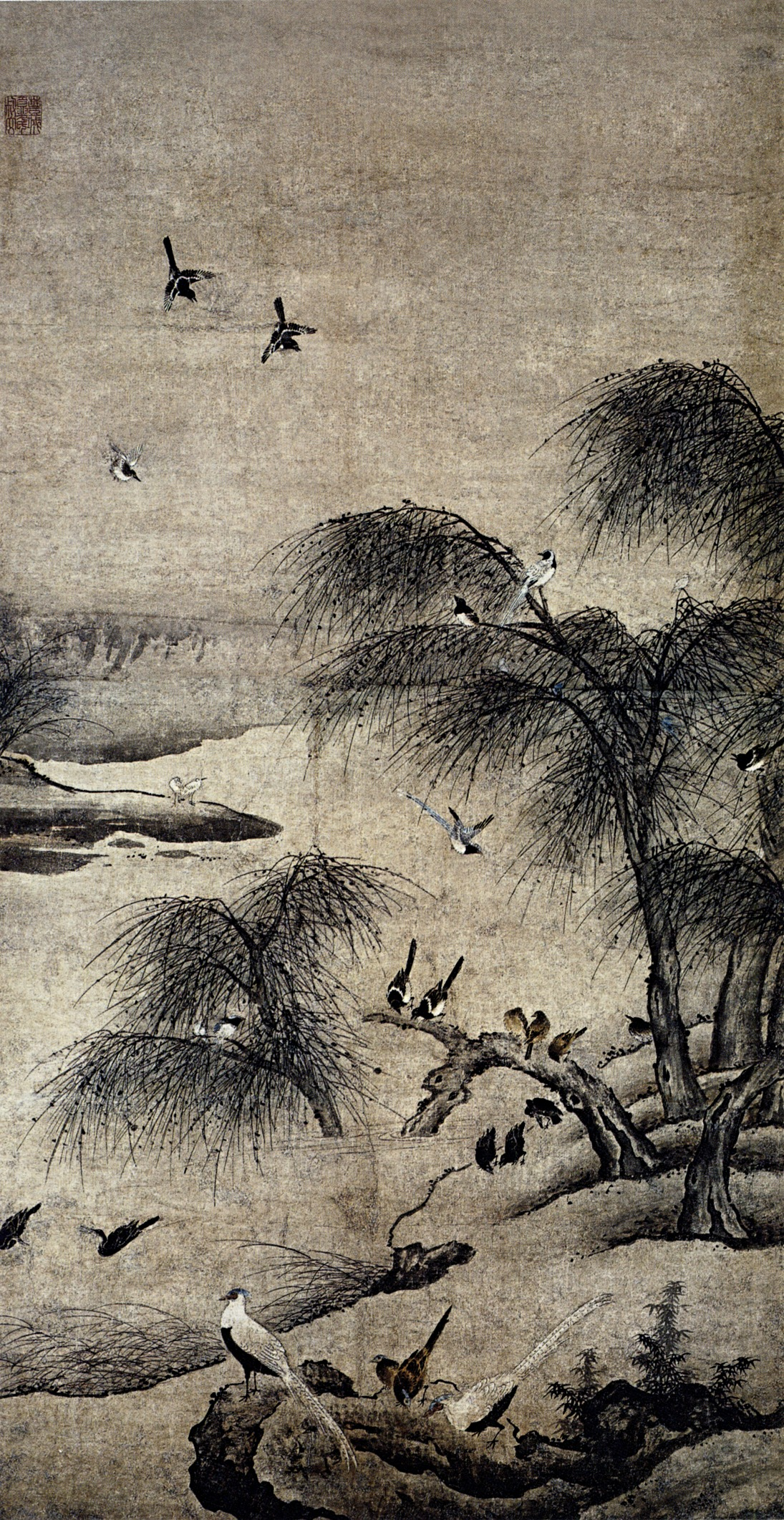
《柳汀聚禽图》，现存于辽宁省博物馆

夏叔文（？—？），丰城（今河南省滑县）人，元末明初时期画家。

## 画作
- 《柳汀聚禽图》，现存于辽宁省博物馆。[1]